# Obcy kontra Predator 2
Obcy kontra Predator 2 (oryg. Aliens vs Predator: Requiem) – amerykański horror sci-fi z 2007 roku w reżyserii Colina Strause i Grega Strause. Film jest kontynuacją filmu Obcy kontra Predator.

## Obsada
- Steven Pasquale - Dallas
- Reiko Aylesworth - Kelly O’Brien
- John Ortiz - Szeryf Morales
- Johnny Lewis - Ricky
- Ariel Gade - Olly
- David Paetkau - Dale
- Kristen Hager - Jesse

## Fabuła
Film zaczyna się w chwili, kiedy kończy się część pierwsza. Na wolność wydostaje się larwa Ksenomorfa, która po przeistoczeniu się w dorosłą postać zabija prawie całą załogę statku Predatorów. Statek rozbija się nieopodal małego miasta, które staje w obliczu zagrożenia, jakim są Obcy i Predalien. Ostatni ocalały Predator informuje o katastrofie i nadchodzących kłopotach, na Ziemię przybywa Elitarny Łowca. Miasto staje się polem bitewnym dla dwóch filmowych gigantów.

## Opis producenta
W pewnej miejscowości w stanie Kolorado rozbija się statek kosmiczny Predatorów przewożący hybrydę Obcych i Predatorów. Na miejsce katastrofy zostaje wysłany Predator, którego celem jest zlikwidowanie hybrydy zagrażającej obu gatunkom. Rząd amerykański chcąc unicestwić obce rasy rozważa czy sięgnąć po wszelkie dostępne środki, nie wyłączając zbombardowania miasteczka. Mieszkańcy miasteczka, armia jak i oba gatunki stoczą zaciętą walkę o przetrwanie.